# Лакомб Люсьен
«Лакомб Люсьен» (фр. Lacombe Lucien) — художественный фильм, снятый в 1974 году режиссёром Луи Малем. Фильм завоевал премию BAFTA в 1975 году.

## Сюжет
1944 год. Юноша-крестьянин Люсьен Лакомб решает бросить тяжёлую и неблагодарную работу уборщика в больнице и податься в партизаны — маки. Но туда его брать не хотят, мотивируя это юным возрастом. Волей судьбы Люсьен попадает во французское гестапо, где приём ему оказывается куда более радушный…

## В ролях
- Пьер Блез — Люсьен Лакомб
- Орор Клеман — Франс Хорн
- Тереза Гизе — Белла Хорн
- Хольгер Лёвенадлер — Альберт Хорн